# 江谧
江謐（431年—482年9月6日），字令和。济阳郡考城县（今河南省民权县東北）人。尚書都官郎、吳令江徽之子。臨海太守江秉之孙。南朝宋、齊官员，在齊官至吏部尚書，有文才及才幹, 更善於趨炎附勢以圖換取利益，遂博得蕭道成信任而得以成為齊開國元勳之一，但最終卻因試圖離間豫章王蕭嶷而遭齊武帝賜死。

## 生平
元嘉三十年（453年），太子劉劭弒父奪位，江徽因為是劉劭政敵徐湛之的黨羽而被殺，而江謐也被囚禁在尚方。不久，以武陵王劉駿為首的討伐軍攻陷建康，誅除劉劭勢力，江謐才得救。此後，江謐歷任奉朝請、輔国行参軍及于湖县令，皆表現得精明幹煉，工作稱職。永光元年（465年）正月，宋前廢帝以湘東王劉彧担任南豫州刺史，江謐盡心侍奉劉彧，故得到對方親待。同年（泰始元年）十二月，宋前廢帝被壽寂之等以兵變殺害，並擁立了劉彧為帝；劉彧遂即位，是为宋明帝，並任命江謐為驃騎大將軍劉休祐的参軍。後转任尚書度支郎，及後升任尚書右丞兼比部郎。
泰始四年（468年），江夏王劉義恭第十五女在十九岁之齡去世，還未行過笄禮。當時礼官建议以成人之礼下葬，尚書左丞孫敻根據《礼記》及鄭玄對《禮記》的註釋認為義恭第十五女不符合《禮記》中成年的標準，根本是未成年而死，奏稱禮官所作建議違反經典，於禮無據。於是與此建議相關的博士、太常及其以下官员們皆因而免官代罪，連帶江謐連坐受杖责五十及罰俸百日。江謐因而反擊奏稱孫敻當初也沒有看出他奏稱的問題並同意該錯誤建議，请求一併处罚他。孫敻于是亦被免官。翌年（469年）十二月，建平王劉景素以冠軍將軍出任湘州刺史，江謐則擔任冠軍長史兼長沙内史，代行湘州事務。江謐治州作風卻十分苛刻，其中僧遵道人因与江谧是好友而随他来到长沙，但江谧仅因僧遵犯下小过失就把他抓起来关进监狱，并断绝了他的饮食。僧遵饥饿已极，先后撕碎三件衣服吞咽下肚充肌，最后还是被活活饿死。江謐因這件事被有關部門弹劾，被徵還回京問罪。至泰豫元年（472年），江謐才因明帝驾崩的大赦獲免。
此後，江謐曾出任正員郎及右軍将軍，又曾在鎮軍將軍蕭道成担任南兗州刺史時任其鎮軍長史兼廣陵太守，後又受召入京出任游击将軍。江謐在那時隨波逐流，會靠向他認為強勢的勢力，例如宋後廢帝在位後期因為行為荒悖而令朝野失望，眾人反而將希望放在江謐曾經代其行湘州事的建平王劉景素身上；而江謐那時亦很著力去和劉景素打好關係。然而至元徽四年（476年），建平王劉景素起兵失敗被殺，其所親近的官員黨眾亦大量被殺或獲罪，江謐僥倖獲免。翌年（477年），到蕭道成勢力成功以兵變殺掉後廢帝，那時江謐就又選定了蕭道成向他輸誠，故蕭道成擁立宋順帝並以「四貴」身份掌政時，則以江謐為黃門侍郎兼尚書左丞。同年荊州刺史沈攸之起兵反對蕭道成執政，江謐遂乘朝廷討伐之機提議加蕭道成黄鉞以作討好。昇明二年（478年），沈攸之被平定後，江謐出任尚書吏部郎，漸漸得到蕭道成親待。後转任太尉諮議，兼録事参軍。昇明三年（479年），蕭道成封齐公，以十郡建齊國並建立齊臺，江謐就出任齊右衛将軍。同年，蕭道成篡宋建齊，是为齐高帝，江謐獲封永新县伯，食邑四百戶。齊建立後，江謐最初出任侍中，但同年臨川王蕭映以平西軍兼領湘州刺史，江謐就以平西長史、冠軍将軍、長沙内史、行湘州留事，並先一步到長沙作準備。但還未等等蕭映到來，朝廷就改以驃騎將軍、豫章王蕭嶷為荊湘二州刺史，江謐遂隨府轉為驃騎長史，餘官如故。建元三年（481年），江謐調任左民尚書，更負責舉任各皇子出鎮外地時輔助他們的文武官員人選。不久，蕭道成下詔稱許他「甚有才幹，堪為委遇」，任命他為吏部尚書，而因其善文牍，任內称职。
建元四年（482年），蕭道成去世，江謐卻稱病沒有入朝，當時眾人就懷疑江謐不滿蕭道成沒有讓他做顧命大臣。隨後太子蕭賾即位，是為齊武帝，江謐也沒有獲得升遷，遂心生怨恨。後來，齊武帝患病，江謐就拜訪蕭嶷圖離間他與武帝，問：「至尊若果病好不了，而太子又不是才幹，那現在你有甚麼計劃？」武帝知道此事，就外調他為征虜將軍、鎮北長史、南東海太守，但他還未出發武帝就命御史中丞沈沖上奏江謐一系列的罪狀，並因而在八月庚寅日（9月6日）下詔賜死江謐，享年五十二歲。

## 子
- 江介，武帝建武年間担任吴令，為政亦嚴苛，當時有人把死人的頭骨说成是江謐的首级，江介于是辞官而去。

## 延伸阅读
[在维基数据编辑]
 《南齊書·卷31》，出自萧子显《南齊書》